# Johannes Andreæ Slakovius
Johannes Andreæ Slakovius, född 1589 i Slaka socken, Hanekinds härad, Stegeborgs län, Östergötland, död 1653 i Vårdsbergs socken i samma härad och län, var en svensk präst.

## Biografi
Johannes Slakovius föddes 1589 i Slaka socken. Han var son till kyrkoherden Andreas Joannis. Slakovius blev 1604 student vid Uppsala universitet, Uppsala och prästvigdes 22 december 1609. Han blev 1617 kyrkoherde i Slaka socken, Slaka pastorat (efterträdde sin far) och 1639 kyrkoherde i Vårdsbergs socken, Vårdsbergs pastorat. Slakovius avled 1653 i Vårdsbergs socken.

### Familj
Slakovius gifte sig med Elin (död 1669). De fick tillsammans barnen Lars, Ingell (gift med Olavus Thoreri Grotte) och Ander Hansson (1639–1691).